# Michał Kalecki
Michał Kalecki (22. června 1899 – 18. dubna 1970) byl polský marxistický ekonom. Během svého života působil na London School of Economics, University of Cambridge, University of Oxford a Warsaw School of Economics a byl ekonomickým poradcem pro vlády Polska, Francie, Kuby, Izraele, Mexika a Indie. Působil také jako náměstek ředitele Ekonomické a sociální rady OSN v New Yorku.
Kalecki je nazýván „jedním z nejvýznamnějších ekonomů 20. století“. Říká se, že rozvinul některé nápady Johna Maynarda Keynese ještě před Keynesem, ale i přesto zůstává anglicky mluvícímu světu mnohem méně známý. Jeho práce měla významný vliv na neo-marxistickou a post-keynesiánskou ekonomickou školu. Byl jedním z prvních ekonomů, kteří použili matematické modely a statistická data pro zpracování ekonomických otázek. Jelikož byl také politickým ekonomem a člověkem levicového smýšlení, zdůrazňoval sociální aspekty a důsledky ekonomických strategií.
Kalecki učinil důležité teoretické i praktické přínosy v oblasti hospodářského cyklu, růstu, zaměstnanosti, rozdělení příjmů a risku. Zajímal se také o ekonomický vývoj, finance a inflaci. V roce 1970 byl nominován na Nobelovu cenu za ekonomii, v témže roce ale zemřel.

## Životopis

### Raná léta: 1899–1933
Michał Kalecki se narodil 22. června 1899 v Lodži v Kongresovém Polsku. Byl synem výrobce textilií, u kterého také zůstal bydlet po tom, co se jeho rodiče rozešli. Informace o jeho raných létech nejsou velmi obsáhlé, část se dokonce ztratila během nacistické okupace. Kalecki vyrostl v průmyslovém centru zaměřeném na práci, což ovlivnilo jeho budoucí názory. V roce 1917 se Kalecki zapsal na Polytechnickou univerzitu ve Varšavě, aby studoval civilní inženýrství. Byl velmi schopným studentem a zformuloval zevšeobecnění Pascalovy věty, která se týká šestiúhelníku nakresleného uvnitř křivky druhého stupně: Kalecki to zobecnil na mnohoúhelník o 2n stranách.
Jelikož jeho otec přišel o malou textilní dílnu, musel si Kalecki zajistit práci jakožto účetní. Během svého prvního roku ve Varšavě pokračoval v příležitostných zaměstnáních. Po dokončení prvního ročníku inženýrství musel své studium mezi lety 1918 a 1921 přerušit a splnit vojenskou povinnost. Po odchodu z armády nastoupil na Gdaňskou polytechniku, kde zůstal až do roku 1923, ale kvůli krachu firmy svého otce a následným finančním potížím musel instituci opustit těsně před promocí. 
Během těchto let se poprvé přiblížil k ekonomii, avšak jen neformálně. Četl většinou „neortodoxní“ díla, především ta od Michaila Tugana-Baranovského a Rosy Luxemburgové. Během dalších let ovlivnila některé jeho práce související s potencionálním růstem kapitalistického systému.
Jelikož musel Kalecki začít pracovat na plný úvazek, opustil nadobro svá vysokoškolská studia. Jeho první prací bylo sbírání dat o společnostech hledajících úvěr. Během tohoto období se neúspěšně pokusil založit časopis, namísto toho ale začal psát články pro dvě již existující periodika, Polska gospodarcza ('Hospodářské Polsko') a Przegląd gospodarczy ('Ekonomický přehled'). Nejspíše během psaní těchto článků si Kalecki osvojil dovednosti v získávání a analyzování empirických dat, což později využil ve svých profesionálních pracích.
V roce 1929 se Kalecki ucházel o práci v Ústavu pro výzkum hospodářských cyklů a cen ve Varšavě ( Instytut Badania Koniunktur Gospodarczych i Cen ) a místo zde získal díky svému umění využívaní statistických dat. Působil zde sedm let. Ignacy Sachs, který se stal jedním z nejbližších spolupracovníků Kaleckého v Polsku na konci 50. a 60. let, vyprávěl příběh o tom, jak Kalecki získal místo v Institutu: „Na začátku 30. let [Kalecki] zaslal dopis řediteli institutu, v němž říká: „V příloze naleznete poznámku, kde navrhuji několik scénářů zotavení Polska z krize. Podepsáno: Kalecki, student třetího ročníku inženýrství “. Edward Lipinsky, ředitel Institutu vzpomíná na svůj dojem po otevření obálky: „Přečetl jsem si poznámku a nerozumím ničemu kromě toho, že autor je génius!“ A okamžitě Kaleckého najal.
18. června 1930 se oženil s Adou Szternfeldovou. V ústavu se setkal s Ludwikem Landauem, jehož znalost statistiky ovlivnila Kaleckého práci. Jeho první publikace byly praktické a týkaly se navazování vztahů mezi makroekonomickými ukazateli. První článek, který dal vzniknout i dalším příspěvkům, byl publikován v roce 1932 v časopise Przegląd socjalistyczny („Socialistický přehled“) a to pod pseudonymem Henryk Braun. Článek pojednával o dopadu snižování mezd během hospodářského poklesu.

### Kaleckého a Keynesova revoluce: 1933–1939
V roce 1933 Kalecki napsal esej Próba teorii koniunktury („Pokus o teorii hospodářského cyklu“), která spojila spoustu problémů, jež dominovaly v jeho myšlení po zbytek jeho života. V tomto eseji Kalecki poprvé rozvinul ucelenou teorii hospodářského cyklu. Základy jeho makroekonomické teorie efektivní poptávky sepsané v této práci předvídaly podobné myšlenky jako ty publikované o tři roky později Johnem Maynard Keynesem v The General Theory of Employment, Interest and Money. Podle Lawrence Kleina (1951), Kalecki „vytvořil systém zahrnující všechno důležité v keynesiánském systému, nehledě na další příspěvky“. V úvodu do anglického překladu eseje z roku 1966 Joan Robinsonová napsala: „Jeho ostrá a koncentrovaná tvrzení nabízejí lepší úvod do obecné teorie zaměstnanosti, úroků a peněz než jakákoliv jiná, dosud vyprodukovaná tvrzení.“
Až na malý počet ekonomů (především ekonometrů), obeznámených s jeho prací, Kaleckého příspěvky, původně v polštině, nikdo příliš neuznával. V říjnu 1933 četl svůj esej Mezinárodní ekonometrické asociaci v Leidenu a v roce 1935 ho publikoval ve dvou významných časopisech: Revue d'Economie Politique a Econometrica. Čtenáři ani jednoho z časopisů nebyli přímo ohromeni, ale článek se dočkal pozitivních komentářů od řady uznávaných ekonomů, například Ragnara Frische a Jana Tinbergena .
V roce 1936 Kalecki protestoval proti politicky motivovaným činům, které byly přijaty Ústavem pro výzkum proti jeho kolegům, včetně Landaua. Kalecki rezignoval, a díky získání cestovního stipendia Rockefellerovy nadace, pokračoval ve své práci ze zahraničí. Cestovní stipendium získal hlavně z toho důvodu, že se blížila hrozba v podobě nacistického Německa. Pro Kaleckého tak vznikalo velké nebezpečí kvůli jeho politickému smýšlení, které se obecně neslučovalo ani v nejmenším s politikou, jež razili nacisté. Kdyby toto stipendium nezískal, zastihla by ho tedy válka v Polsku. Vedle něho získalo stipendium nespočet dalších myslitelů, který by mohl být potencionální německou ofenzívou zasažen.
Stipendium umožnilo Kaleckému vycestovat se svou manželkou do Švédska, kde se pokračovatelé Knuta Wicksella snažili zformulovat teorii podobnou té Kaleckého. Ve Švédsku se v roce 1936 seznámil s publikací Keynesovy obecné teorie. Kalecki pracoval na komplexním rozpracování ekonomických myšlenek, které již dříve rozvinul, ale jelikož v Keynesově knize našel spoustu podobných myšlenek, přerušil svou práci a odcestoval do Anglie. Nejprve navštívil London School of Economics a později odjel do Cambridge. Tam začala jeho přátelství s Richardem Kahnem, Joan Robinsonovou a Pierem Sraffou, která na všech zanechala nesmazatelnou stopu. V roce 1937 se Kalecki díky Joan Robinsonové seznámil s Keynesem. Jejich setkání bylo chladné a Keynes byl odtažitý. Panují dohady o tom, že byl Keynes zaskočený, v některých chvílích dokonce frustrovaný Kaleckého analytickými schopnostmi. I přesto, že závěry, kterých dosáhli ve svých výzkumech byly velmi podobné, nemohly být jejich charaktery odlišnější. Kalecki taktně nezmínil, že měl právo publikovat myšlenky jako první. Jak uvedla Joan Robinsonová: 
„Nárok Michała Kaleckého na prioritu publikace je nesporný. S patřičnou vědeckou důstojností (která je ovšem mezi akademiky velmi vzácná) tento fakt nikdy nezmínil. A vskutku, až na zúčastněné autory, není pro nikoho příliš důležité vědět, kdo byl první otisknut. Zajímavé je to, že dva myslitelé, oba z absolutně rozdílného politického a intelektuálního zázemí, došli ke stejnému závěru. Pro nás na Cambridge to byla velká útěcha. “  
Později Kalecki vždy uznával, že „keynesiánská revoluce" byla vhodným názvem ekonomického hnutí, jelikož si uvědomoval významnost Keynesovy vydobyté pozice, uznání, kterého si Keynesovi dostávalo, a jeho rozhodující roli při prosazování a eventuálním přijímání myšlenek, které Kalecki propagoval.
V roce 1939 napsal Kalecki jednu ze svých nejdůležitějších prací, Eseje v teorii ekonomických fluktuací . Ačkoliv se jeho koncepce měnila v průběhu dalších let, všechny podstatné prvky Kaleckého ekonomie již byly v této práci prezentovány: jeho další publikace v jistém smyslu jen dále rozvíjely myšlenky uvedené v tomto díle.
Ačkoliv byl Kalecki obecně nadšen z keynesiánské revoluce, ve svém článku Politické aspekty plné zaměstnanosti, který Anatole Kaletsky nazval jedním z nejvíce prorockých ekonomických článků, jaké kdy vyšly, předpověděl Kalecki, že revoluce nevydrží.  Kalecki věřil, že plná zaměstnanost dodaná keynesiánskou politikou povede k více průbojné pracující třídě a k oslabení sociální pozice vedoucích podniků, což bude mít za následek reakci elity na ohrožení její politické moci a vynucení zastavení této politiky, a to i přes vyšší zisky než v systému laissez-faire .

### Období druhé světové války: 1939–1945

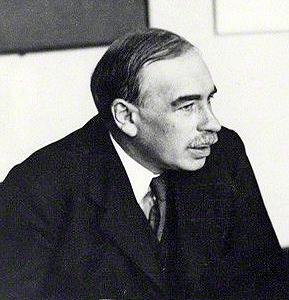
Během svého pobytu v Anglii se Kalecki setkal s Johnem Maynardem Keynesem (na obrázku) a diskutoval s ním o některých myšlenkách, které sdíleli

Kalecki byl v roce 1940 zaměstnán Oxfordským statistickým institutem (OIS). Jeho práce zde se zaměřovala především na vytváření statistických a ekonomických analýz, které byly využívány britskou vládou. Příležitostně také přednášel na Oxfordské univerzitě. Analýzy a zprávy, které Kalecki připravoval pro vládu, se týkaly hlavně přídělového systému a schéma, které vytvořil bylo velmi blízké přídělovým zákonům, které byly přijaty později během války. Podle George Feiwela „je Kaleckého práce z válečného období ceněná daleko méně, než by si zasloužila“.
Několik Kaleckého válečných článků bylo věnováno tématu inflace. Z ekonomických důvodů argumentoval proti snahám vlády potlačit inflaci oficiální regulací cen a vládní stabilizací mezd (zmrazení mezd), přičemž místo toho doporučoval přídělový systém (zejména úplný přídělový systém na úkor programu stabilizování mezd).
Během tohoto období napsal Kalecki některá ze svých hlavních děl. V roce 1943 vytvořil dva články, jeden se zabýval novými příspěvky k tradiční teorii hospodářského cyklu a druhý představoval jeho zcela vlastní teorii hospodářských cyklů způsobených politickými událostmi. Ta byla vydána v roce 1944 společně s ostatními teoriemi, které Kalecki a jeho kolegové z OIS vytvořili.
V roce 1945 opustil Kalecki OIS, protože měl pocit, že jeho talent nebyl dostatečně oceněn. Ve své práci projevoval velkou skromnost a neočekával vysoký plat, ale uráželo ho, když byl opakovaně diskriminován kvůli svému polskému původu. Jedním z důvodů, proč nebyl jmenován do vyšší funkce byla skutečnost, že nikdy nepožádal o britské občanství.

### Poválečné období: 1945–1955
Kalecki krátce pobýval v Paříži, zanedlouho se však přestěhoval do Montrealu, kde zůstal patnáct měsíců a pracoval pro Mezinárodní organizaci práce (ILO). V červenci 1946 přijal pozvání polské vlády do čela ústředního plánovacího úřadu ministerstva hospodářství, ale o několik měsíců později z funkce odstoupil. Na konci roku 1946 nastoupil do funkce zástupce ředitele v odboru pro ekonomické záležitosti Sekretariátu OSN v New Yorku. Připravoval zde převážně zprávy o světové ekonomice a vydržel v úřadu až do roku 1955. Rezignoval na tuto pozici v důsledku mccarthistických tlaků. Celá tato akce přímo zasáhla i spoustu jeho blízkých přátel. Kalecki, který byl v Senátu USA označen jako zastánce komunismu, nakonec nedosáhl profesionálního úspěchu v USA (i když tam ovlivňoval budoucí postkeynesiánce) na rozdíl od Anglie, kde měl velké zastoupení a byl podporován zejména svou přítelkyní Joan Robinsonovou.

### Období v komunistickém Polsku: 1955–1968

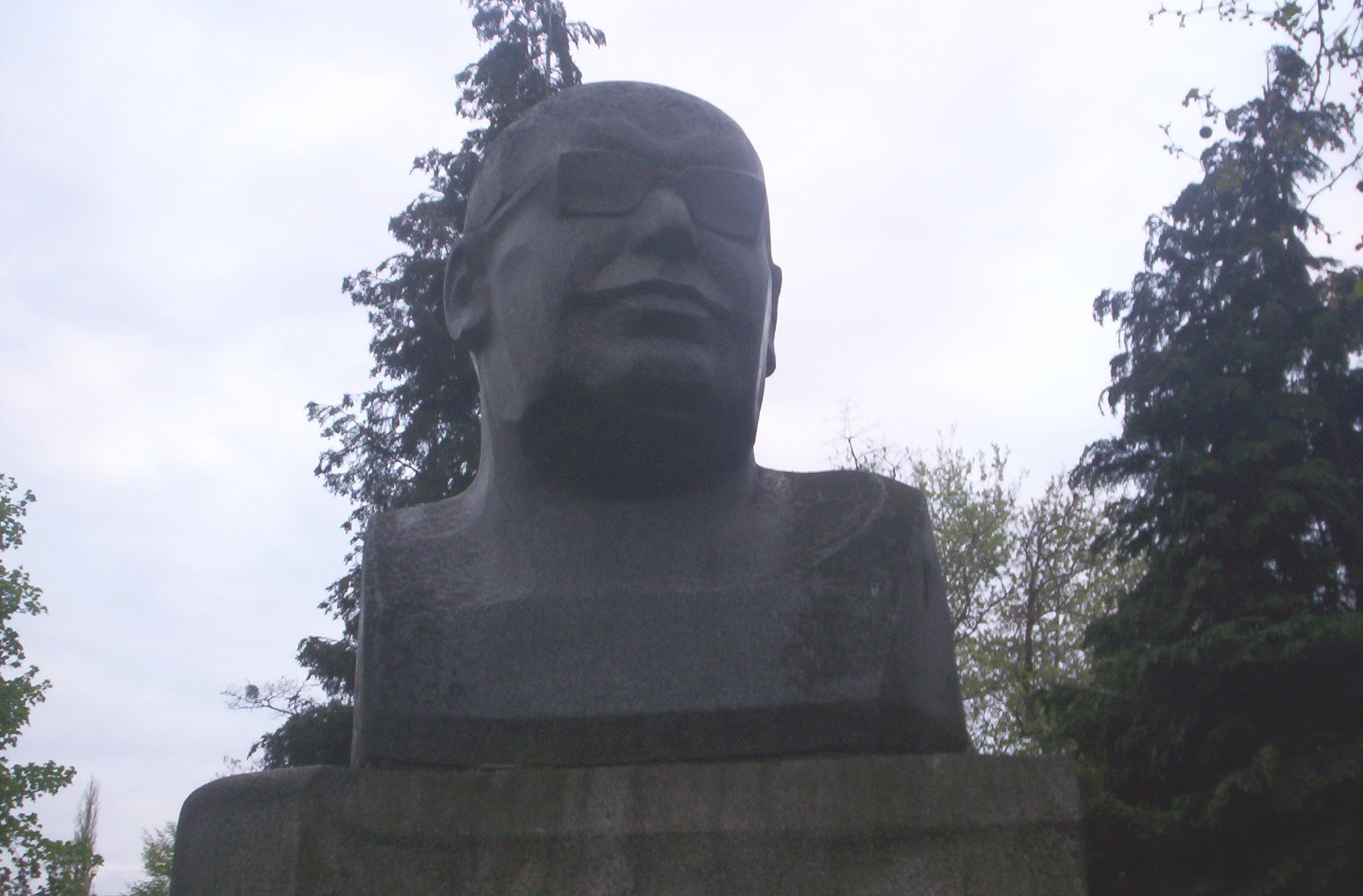
Socha Oskara Langeho v areálu Vratislavské ekonomické univerzity. V Polsku spolupracovali Kalecki a Lange, další velký polský ekonom té doby, na ekonomických seminářích

V roce 1955 se Kalecki vrátil do Polska a už nikdy nepracoval v zahraničí. Doufal, že bude mít příležitost spolupodílet se na tvorbě společensky výhodných reforem a věřil, že se socialismus vyhne utrpení, které přináší kapitalistická politika. Stal se ekonomickým poradcem pro Úřad rady ministrů. V roce 1957 byl jmenován předsedou Ústřední komise pro dlouhodobé plánování. Dlouhodobý plán měl časové rozpětí od roku 1961 až do roku 1975 a v zásadě znamenal uvedení Kaleckého teorií růstu v socialistických ekonomikách do praxe. Konečný plán, který vypracoval Kalecki, byl však členy předsednictva odmítnut jako málo perspektivní. Zde Kaleckého politický vliv začal upadat.
Kalecki i přesto stále zastával některé ze svých vládních funkcí, nicméně zbytek svého profesního života strávil zejména vyučováním. Od roku 1956 se stal univerzitním profesorem (Varšavská ekonomická škola a Varšavská univerzita) a roku 1957 členem Polské akademie věd. V roce 1959 spolu s Oskarem R. Langem a Czesławem Bobrowskim začal pořádat seminář o socioekonomických problémech třetího světa. Zasloužil se o založení a fungování Katedry ekonomických problémů v rozvojových zemích, provozované společně Varšavskou univerzitou a Varšavskou ekonomickou školou.
Během polské politické krize v roce 1968 odešel Kalecki do důchodu na protest proti vlně antisemitsky motivovaného propouštění, které zasáhlo mnoho jeho kolegů.
V tomto období se také věnoval studiu matematiky. Šlo o pokračování zájmu z jeho mladých let, kdy zobecnil Pascalův teorém. Jeho zkoumání se nyní zaměřovalo na teorii čísel a pravděpodobnost. Kaleckého zaneprázdněnost matematikou mu pomohla zapomenout na obrovské zklamání způsobené nemožností pomoci své zemi v oblasti hospodářské politiky.

### Období v penzi: 1968–1970
Kalecki i v penzi pokračoval ve psaní výzkumných článků. Během jeho poslední návštěvy v Cambridge roku 1969 oslavil své sedmdesáté narozeniny. Kalecki na univerzitě vedl svou poslední přednášku o teoriích růstu v různých sociálních systémech, po které byl všemi přítomnými oceněn za jeho argumenty věnující se dané problematice, ale i za celoživotní dílo.
Keynes řekl, že znalost zákonů, jimiž se řídí kapitalistická ekonomika, způsobí, že lidé budou prosperovat, budou šťastnější a zodpovědnější, pokud jde o učiněná ekonomická rozhodnutí. Kalecki tento názor zpochybnil a argumentoval tím, že myšlenka politického hospodářského cyklu (vlády dokáží ovlivnit situace ve svůj prospěch) vypadá, že ukazuje opačným směrem. Čím byl starší, tím více byl o tom přesvědčený a jeho pohled na lidstvo se stával čím dál tím více pesimistický.
Michał Kalecki zemřel 18. dubna 1970 ve věku 70 let, a přestože byl hořce zklamaný politickým vývojem, žil dost dlouho na to, aby byl svědkem uznání, kterého se mu dostalo díky mnoha jeho originálním příspěvkům, kterými obohatil ekonomii. Feiwel napsal následující shrnutí Kaleckého života:
„Se smrtí Michala Kaleckého ztratil svět jedinečnou osobnost s neuvěřitelně vytříbenými morálními zásadami, úžasnou energií a brilantní myslí, a ekonomie ztratila vzor a inspiraci. Jeho odkaz, ale nemůže být vymazán. …Vyžadoval bezchybnost nebo aspoň ryzí zápal pro věc, nemohl vystát lajdácké nápady nebo povrchní myšlení. Jednoduše by nikdy nezapřel své morální principy. Ke vzpomínkám na své problémové roky přidal jedno smutné avšak pravdivé pozorování. A to sice, že by se jeho život dal shrnout jako série rezignací za účelem protestu proti tyranii, předsudkům a utlačování.“

## Příspěvky do ekonomie

### Historické pozadí a přehled ekonomických teorií
Jakým způsobem přispěl Michał Kalecki k vývoji ekonomické analýzy? Jeho hlavním příspěvkem a úspěchem byla teoretická analýza kapitalistické ekonomiky. Jeho teorie se podobá teorii Keynese, avšak v žádném případě se nejedná o jeho pouhé napodobení či zrcadlový obraz.  
Kaleckého ekonomie obsahuje dvě třídy – dělníky a kapitalisty a hlavním vztahem jeho ekonomické teorie je vztah: zisky = investice + kapitalistická spotřeba, který je analogií k investiční identitě úspor. Zisky souvisejí s celkovým národním důchodem tvořeným lineárním vztahem určeným zvýšením cen firmami. To odráží výkon a sílu trhu, který určuje distribuci statků a služeb. Mezní vztah zisků a celkových příjmů je tvořen multiplikátorem, který určuje nárůst příjmů v důsledku zvýšení investic a kapitalistické spotřeby. Toto nakládání s rolí distribuce v generaci efektivní poptávky je nejdůležitějším charakteristickým rysem Kaleckého cyklické teorie ekonomického systému.
Mezi další prvky jeho teorie patří například explicitní zacházení s časovým odstupem investičních rozhodnutí a konkrétními investicemi či využití tvrzení, že investice je předurčena rozhodnutími přijatými v minulosti. Konečně, je tu také teorie obchodního cyklu, která byla představena Michałem Kaleckim na ekonomicko–sociálním setkání ve městě Leiden již v roce 1933. 
I přes to, že Michał Kalecki vytvořil během svého života mnoho teoretických ekonomických konceptů, jeho zájem o ekonomii spočíval spíše v praktické stránce, než v té akademické a čerpal i ze svých zkušeností s prací ve strojírenství, se žurnalistikou, se zkoumáním úvěrů, s využíváním statistik a ze zkušeností s pozorováním obchodních operací. Kalecki také během posledních třinácti let své kariéry vyučoval na univerzitě i přes to, že k tomu oficiálně neměl kvalifikaci. Výrazně opovrhoval abstraktními výzkumy a odmítl pozvání Johna Maynarda Keynese ke kritice ekonometrické práce obchodního cyklu Jana Tinbergena, pro kterou by mu také chyběly hlubší znalosti statistické teorie.
Kalecki zdůraznil, že dominantní modely hospodářského růstu byly postaveny na základě předpokladu idealizovaného kapitalismu laissez-faire, což je ekonomický systém, v němž probíhají transakce mezi soukromými stranami bez jakýchkoliv vnějších zásahů jako jsou například regulace či dotace. Také tvrdil, že dané modely hospodářského růstu dostatečně nezohledňují rozhodující roli vládního sektoru, zásah státu a interakci mezi státem a soukromým sektorem.
Ve svém díle kromě jiného napsal, že majitelé a ředitelé podniků oceňují pracovní disciplínu v továrnách více, než samotné finanční zisky. Kalecki také zmínil, že z pohledu vůdců je trvalá úplná zaměstnanost nezdravá, a že chápou nezaměstnanost jako součást normálního kapitalistického systému. Proto se prý také kapitalisté snaží omezit vládní zásahy a výdaje, s výjimkou zbrojních výdajů a zákonů vedoucím ke zvýšení vojenských výdajů, jelikož narušují ekonomiku laissez-faire, a snižují tak důvěru v jejich celkový ekonomický výkon.
Ekonomie Kaleckého je založena na principu tzv. kruhového toku příjmů, sahajícího až k fyziokratovi François Quesnayovi. Příjem je podle tohoto principu určen rozhodnutím o výdajích a nikoliv výměnou zdrojů (kapitálových či pracovních). Kalecki i Keynes zastávali teorii, že v kapitalistické ekonomice je ekonomická rovnováha (vztah úrovně výroby a zaměstnanosti) stanovena velikostí investic obchodních společností, nikoli pružností cen a mezd. Následné finanční rezervy a úspory jsou určovány výškou daných investic. Oproti tvrzením Ricardiánské, Marxistické a Neoklasické teorie zastával Kalecki názor, že vyšší mzdy vedou k vyšší zaměstnanosti. Monetární teorie Michala Kaleckého navazovala na tzv. teorii hospodářského cyklu Knuta Wicksella. Ekonom Joseph Schumpeter oživil teorii Quesnayova kruhového toku příjmů, které v 19. století hrozil úpadek, když poukázal na nutnost uvažování o kruhovém toku příjmů jako integračním faktoru za účelem získání komplexního pochopení celkového ekonomického procesu daného období.
Princip Quesnayova kruhového toku příjmů byl znovu zavržen s příchodem neoliberální ekonomiky a jejího hlavního proudu definovaného cenami ekonomické rovnováhy. Ekonom Jan Toporowski uvedl, že Kaleckého teorie hospodářského cyklu je „nejvážnější výzvou pro rovnovážnou makroekonomii“, která tvořila hlavní proud od konce 19. století. Kalecki byl skeptický ohledně schopnosti vlády udržet fiskální a monetární ekonomické stimulační opatření či obchodní podporu zajišťující plnou zaměstnanost. Kalecki byl také skeptický ohledně schopnosti vlády udržet nastavená fiskální a monetární opatření nebo hospodářskou podporu pro úplnou zaměstnanost.
Stejně jako Keynes se Michal Kalecki se zabýval otázkou řízení poptávky. Rozlišoval tři základní způsoby podnícení poptávky: zlepšením podmínek pro soukromé investory, přerozdělováním příjmů ze zisků na mzdy a navýšením veřejných investic, které následně vedou ke zvýšení zaměstnanosti a poptávky automaticky.
Zabýval se také problémy rozvojových zemí. Zastával názor, že jejich industrializace je možná jen pomocí pozemkové reformy a zdanění vlastníků půdy a středních vrstev. Pozitivní role přímých zahraničních investic jako způsobu podnícení ekonomické modernizace mu připadala jako nejistý způsob řešení problému rozvojových zemí. Spolupracovník Michala Kaleckého na problematice centrálně plánovaných socialistických ekonomik sovětského bloku, polský ekonom Oskar Lange, charakterizoval Kaleckého jako „levicového keynesiána“.
Současný ekonom Jan Toporowski poukazuje na důležitost Kaleckého peněžní teorie. Kalecki považoval úvěr za elementární systém finančního zúčtování v kapitalistické ekonomice.
Měnovou politiku považoval Kalecki za endogenní pro hospodářský cyklus, závislý více na podnikových investicích než na úrokové a úvěrové politice centrálních bank.
Na rozdíl od Johna Maynarda Keynese, který zastával teorii částečné rovnováhy, chápal Kalecki ekonomickou dynamiku jako hospodářský cyklus, kde „kruhový tok příjmů generuje kumulativní změny z jednoho období do druhého“. Michal Kalecki zdůrazňoval nutnost analýzy soudobého kapitalismu jak v rozvinutých, tak v rozvojových zemích, než bude následně možné vytvořit ekonomické teorie nebo vytvořit předepsané postupy. Jeho studie kapitalistických podniků zahrnovala jejich financování, investiční vzorce a faktory ovlivňující jejich následné investice, jako je například rozvoj finančních trhů, mikroekonomické podmínky či vládní fiskální zásahy.

### Rovnice pro výpočet zisku
Množství literatury zaměřující se na ekonomii vydané Kaleckým za jeho života bylo obrovské. Ačkoliv se ve svých článcích neustále vracel ke stejným tématům (hospodářské cykly, determinanty investic, socialistické plánování), nabízel k tomu neobvyklou perspektivu podpořenou vlastními myšlenkami.
Za největší Kaleckého přínos se označuje jeho rovnice pro výpočet zisku. Kalecki, kterého ovlivnili v jeho rané práci marxističtí ekonomové, mínil, že objem zisků a jejich sdílení jsou v kapitalistické společnosti stěžejními body, kterými je potřeba se zabývat. Toto mínění vycházelo z práce Karla Marxe zabývající se vztahy v ekonomice, zejména potom míry nadhodnoty nebo organického složení kapitálu (a dokonce předpovědi o celkovém trendu výdělku). Marx ale nebyl schopný podat smysluplný výsledek, který by vyjadřoval celkový objem výdělku v určeném časovém úseku.
Kalecki odvodil tento vztah velmi stručným, elegantním a intuitivním stylem. Začal tím, že provedl zjednodušení určitých předpokladů, které následně v dalších krocích vyloučil úplně. Tyto předpoklady vypadaly následovně:
- Rozdělil celou ekonomiku do dvou skupin: Dělníci, kteří jen pobírají mzdu a kapitalisté, kteří pouze počítají zisky.
- Dalším předpokladem je, že dělníci nespoří.
- Ekonomika je dle dalšího předpokladu uzavřená (neexistuje žádný mezinárodní obchod) a neexistuje žádný veřejný sektor.

Na základě těchto tvrzení odvodil Kalecki tuto účetní identitu:
kde {\displaystyle P\,\ }je objem hrubých zisků (zisky plus odpisy), {\displaystyle W\,\ }je objem celkových mezd, {\displaystyle C_{P}\,\ }je spotřeba kapitalistů, {\displaystyle C_{W}\,\ }je spotřeba dělníků a {\displaystyle I\,\ }představuje hrubou investici, která byla do ekonomiky vložena. Jelikož předpokládáme, že dělníci nespoří(tj {\displaystyle W=C_{W}\,\ }v předchozí rovnici), můžeme tyto dva výrazy zjednodušit a dospět k:
Z čehož vyplývá známá rovnice pro výpočet zisku, ze které je zřejmé, že zisky jsou rovné součtu investic a kapitalistické spotřeby.
V tomto momentu stanovuje Kalecki příčinnou souvislost mezi oběma stranami rovnice: Určují kapitalistická spotřeba a investice výnos, nebo naopak výnos určuje kapitalistickou spotřebu a investice? Kalecki se k tomu staví takto:
„Odpověď na tuto otázku závisí na tom, která z těchto položek přímo podléhá rozhodnutí kapitalistů. Je jasné, že se kapitalisté mohou rozhodnout více spotřebovat a více investovat, ale nemohou se rozhodnout, že budou více vydělávat. Proto jsou to jejich spotřební a investiční rozhodnutí, která určují zisky, ne naopak.“
Někomu, kdo nikdy předtím předcházející vztah neviděl, může, po dalším rozebrání, přijít trochu paradoxní. Pokud budou kapitalisté navyšovat spotřebu, tak by přece měli mít na konci roku méně prostředků. Ale toto vysvětlení, které se zdá býti pravdivé pro jednotlivé podnikatele, neplatí pro obchodní sektor jako takový, jelikož se spotřeba jednoho kapitalisty stává součástí zisku druhého. Svým způsobem jsou „pány svého osudu“.

Pokud v předchozí rovnici přesuneme spotřebu kapitalistů doleva, stane se z ní:
poněvadž zisky minus spotřeba se v ekonomice, kde pracovní síla nespoří, rovná celkovým úsporám. Předchozí příčinný vztah stále platí a přechází z investic do spoření. Jinak řečeno, celkové úspory jsou stanoveny, jakmile jsou určeny investice. Investice proto určitým způsobem produkuje dostatek prostředků. „Investice se financuje sama“, to znamená, že rovnost mezi úsporami a investicemi není způsobena žádným úrokovým mechanismem, jak se někteří starší ekonomové domnívali. Nakonec můžeme odstranit předpoklady původní rovnice: ekonomika může být otevřená, může v ní fungovat veřejný sektor a pracující třída může šetřit prostředky.
Výsledná rovnice je tedy:
V tomto modelu jsou celkové zisky (tentokrát čisté daně) součtem spotřeby, investic, veřejného deficitu, čistého exportu (export minus import) minus úspory pracující třídy. Předtím než vysvětlil rozdělení příjmů, představil Kalecki ve své zjednodušené rovnici pro výpočet zisku několik behaviorálních předpokladů. Podle něj je investice určena kombinací mnoha obtížně vysvětlitelných faktorů, které považujeme za dané, exogenní. Co se týče spotřeby vlastníků statků, pokládá za zjednodušenou formu následující rovnici:
Jak je ze vztahu zřejmé, tak spotřeba závisí na pevné části (nezávislé části), výrazu A a poměrném podílu ze zisku, výrazu q, kterým se označuje sklon ke spotřebě vlastníků statků. Pokud je tato funkce spotřeby dosazena do rovnice pro výpočet zisku, tak nám zbývá: 
Vyjádřeno z hlediska {\displaystyle P\,\ }, vychází:
Výhodou této operace je sloučení dvou determinantů zisku (spotřeby a investic) do jediného (investic).

### Rozdělení příjmů a stálost podílu mezd
Rozdělení příjmů je dalším z pilířů Kaleckého snahy o vybudování teorie hospodářských cyklů. Aby se mu to povedlo, tak předpokládá, že podniky spolu bojují na nedokonale konkurenčních trzích, přesněji oligopolních trzích, kde si firmy stanovují marži k jejich proměnlivým průměrným nákladům (suroviny, náklady na zaměstnance), aby pokryly svoje režijní náklady (mzdy managementu a správě) a aby vykázali určitý zisk. Marže stanovená firmami je stoupající či klesající v závislosti na tom, o jaký stupeň monopolu se jedná nebo na jednoduchosti, se kterou mohou firmy zvyšovat ceny bez toho, aniž by způsobily úbytek poptávaného množství.

Toto můžeme shrnout do následující rovnice:
kde {\displaystyle P\,\ }a {\displaystyle W\,\ }jsou zisky a mzdy, {\displaystyle k\,\ } je průměrná marže pro celou ekonomiku, {\displaystyle M\,\ }jsou náklady na suroviny a {\displaystyle B\,\ }je celková výše platů (kterou je třeba rozlišovat od mezd, které se považují za proměnlivé, zatímco platy jsou považovány za stálé). Rovnice nám umožňuje odvodit mzdový podíl na národním důchodu . Přidáme-li k oběma členům {\displaystyle W\,\ }a přesuneme jeden z nich na druhou stranu, zbude nám:
Pokud vynásobíme každou stranu {\displaystyle W\,\ }a přesuneme k druhému výrazu, máme:
nebo:
kde {\displaystyle \alpha \,\ }je mzdový podíl na národním důchodu a {\displaystyle j\,\ }je vztah mezi náklady na suroviny a mzdami. Z toho vyplývá, že mzdový podíl na národním důchodu negativně závisí na marži a na vztahu nákladů na suroviny ku mzdám. V tomto bodě se stalo Kaleckého zájmem zjistit, co se stane se mzdovým podílem během hospodářského cyklu. Během recese firmy vzájemně mezi sebou spolupracují, aby se vyrovnaly s poklesem zisků, takže se zvyšuje stupeň monopolu, což zvyšuje rozpětí cen. Parametr {\displaystyle k\,\ }stoupá. Nedostatek poptávky během recese však způsobuje pokles cen surovin, takže parametr {\displaystyle j\,\ }klesá. Argument je během hospodářského růstu souměrný: ceny surovin rostou (parametr {\displaystyle j\,\ }se zvyšuje), zatímco síla odborů v důsledku zvýšené úrovně zaměstnanosti způsobí pokles míry monopolu, a tím i cenového rozpětí. Závěrem je, že parametr α je v obchodním cyklu více či méně konstantní.

Nakonec použijeme rovnici, která určuje celkový produkt ekonomiky:
což znamená, že podíl na zisku a platu je doplňkem podílu na platech. Řešením pro {\displaystyle Y\,\ }je tedy:
Nyní máme tři komponenty nezbytné k určení celkového produktu: rovnici pro výpočet zisku, teorii rozdělení příjmů a rovnici, která spojuje produkt se zisky a rozdělením příjmů. Zbývá pouze nahradit výraz {\displaystyle P\,\ }, který jsme získali dříve:
Předchozí rovnice ukazuje stanovení příjmu v uzavřené ekonomice bez veřejného sektoru. Ukazuje, že výstup je zcela určen investicemi. Jak se změní výstup, porovnáme-li první a druhé období? Pokud jsme předpokládali {\displaystyle A\,\ }a{\displaystyle B\,\ } jsou konstantami, výše uvedený vzorec sestupuje do multiplikátoru:
Problém změny výstupu, a tedy i hospodářského cyklu je proto způsoben změnami objemu investic. Z toho vyplývá, že právě v investicích máme hledat příčiny fluktuací kapitalistické ekonomiky.

### Determinanty investic
Již zmíněná polemika jen dokazuje důležitou roli, kterou v kapitalistickém systému hrají investice. Nalezení dobře vymezené investiční funkce by značně usnadnilo řešení mnoha problémů v kapitalistické ekonomice. Tuto záhadu se snažil Kalecki dlouhou dobu rozluštit, ovšem nikdy nebyl plně spokojen se svými výsledky. Bylo tomu tak, protože faktorů, které ovlivňují investiční rozhodování, je hned několik a nejsou vždy zcela jasné.

Kaleckého investiční funkce ve studii o hospodářských cyklech vypadá následovně:
kde {\displaystyle D\,\ }je množství investic do fixního kapitálu, {\displaystyle a\,\ }, {\displaystyle b\,\ }a {\displaystyle c\,\ }jsou parametry, které určují lineární vztah, {\displaystyle d\,\ }je konstanta, která se může v závislosti na čase měnit, {\displaystyle P\,\ }jsou zisky, {\displaystyle S\,\ }je hrubá úspora vyprodukovaná firmou a {\displaystyle K\,\ }je zásoba fixního kapitálu. Rovnice poukazuje na to, že investiční rozhodnutí pozitivně závisí na úsporách vyprodukovaných firmou, míře změny zisku, konstantě, která podléhá dlouhodobým změnám, a negativně na zvýšení fixního kapitálu.
Výše vyobrazený vztah je schopný cykly sám produkovat. Během hospodářského růstu jsou schopny firmy generovat větší peněžní tok a užívat si tak zvýšení zisků. Nárůst objednávek kapitálových investic však zvyšuje zásoby kapitálu do té doby, než se nestane nerentabilní provádět další investice. V konečném důsledku kolísání úrovně investic produkuje hospodářské cykly.
Jak by řekl Kalecki:
„Tragédie investování spočívá v tom, že způsobuje krizi, jelikož je užitečné. Nepochybně to mnoha lidem bude připadat paradoxní. Ale není to teorie, která je paradoxní, nýbrž její předmět – kapitalistická ekonomika.“

## Vliv
V první polovině 90. let 20. století vydal Oxford University Press 7 svazků vybraných děl Michala Kaleckého a označil jej za „jednoho z nejvýznamnějších ekonomů 20. století“. Většina jeho teorií byla v této sbírce poprvé přeložena do angličtiny.
Kaleckého práce inspirovala nejen cambridgeské (VB) postkeynesiánské osobnosti jako Joan Robinsonovou, Nicholase Kaldora a Richarda M. Goodwina, ale dokonce moderní americké postkeynesiánské ekonomy.

## Publikace

### V polštině
- Próba teorii koniunktury (1933)
- Szacunek dochodu społecznego w roku 1929 (1934, s Ludwik Landau)
- Dochód społeczny w roku 1933 i podstawy badań periodycznych nad zmianami dochodu (1935, s Ludwik Landau)
- Teoría cyklu koniunkturalnego (1935)
- Płace nominalne i realne (1939)
- Teoría dynamiki gospodarczej (1958)
- Zagadnienia finansowania rozwoju ekonomicznego (1959, in: Problemy wzrostu ekonomicznego krajów słabo rozwiniętych, editace Ignacy Sachs a Jerzy Zdanowicz)
- Uogólnienie wzoru efektywności inwestycji (1959, s Mieczysław Rakowski)
- Polityczne aspekty pełnego zatrudnienia (1961)
- O podstawowych zasadach planowania wieloletniego (1963)
- Zarys teorii wzrostu gospodarki socjalistycznej (1963)
- Model ekonomiczny a materialistyczne pojmowanie dziejów (1964)
- Dzieła (1979–1980, 2 svazky)

### V angličtině
- Mr Keynes's Predictions, 1932, Przegląd Socjalistyczny.
- An Essay on the Theory of the Business Cycle ('Próba teorii koniunktury'), 1933.
- On foreign trade and domestic exports, 1933, Ekonomista.
- A Macrodynamic Theory of Business Cycles, 1935, Econometrica.
- The Mechanism of Business Upswing ('El mecanismo del auge económico'), 1935, Polska Gospodarcza.
- Business upswing and the balance of payments ('El auge económico y la balanza de pagos'), 1935, Polska Gospodarcza.
- Some Remarks on Keynes's Theory, 1936, Ekonomista.
- A Theory of the Business Cycle, 1937, Review of Economic Studies.
- A Theory of Commodity, Income and Capital Taxation, 1937, Economic Journal.
- The Principle of Increasing Risk, 1937, Económica.
- The Determinants of Distribution of the National Income, 1938, Econometrica.
- Essays in the Theory of Economic Fluctuations, 1939.
- A Theory of Profits, 1942, Economic Journal.
- Studies in Economic Dynamics, 1943.
- Political Aspects of Full Employment, 1943, Political Quarterly].
- Economic Implications of the Beveridge Plan (1943)
- Professor Pigou on the Classical Stationary State, 1944, Economic Journal.
- Three Ways to Full Employment, 1944 in Economics of Full Employment.
- On the Gibrat Distribution, 1945, Econometrica.
- A Note on Long Run Unemployment, 1950, Review of Economic Studies.
- Theory of Economic Dynamics: An Essay on Cyclical and Long-Run Changes in Capitalist Economy, 1954. 1965 reprint.
- Observations on the Theory of Growth, 1962, Economic Journal.
- Studies in the Theory of Business Cycles, 1933–1939, 1966.
- The Problem of Effective Demand with Tugan-Baranovski and Rosa Luxemburg, 1967, Ekonomista.
- The Marxian Equations of Reproduction and Modern Economics, 1968, Social Science Information.
- Trend and the Business Cycles Reconsidered, 1968, Economic Journal.
- Class Struggle and the Distribution of National Income ('Lucha de clases y distribución del ingreso'), 1971, Kyklos.
- Selected Essays on the Dynamics of the Capitalist Economy, 1933–1970, 1971.
- Selected Essays on the Economic Growth of the Socialist and the Mixed Economy, 1972.
- The Last Phase in the Transformation of Capitalism, 1972.
- Essays on Developing Economies, 1976.
- Collected Works of Michał Kalecki (seven volumes), Oxford University Press, 1990–1997.

### Ve španělštině
- Teoría de la dinámica económica: ensayo sobre los movimientos cíclicos ya largo plazo de la ekonomía capitalista, Fondo de Cultura Económica, 1956
- El Desarrollo de la Economía Socialista, Fondo de Cultura Económica, 1968
- Estudios sobre la Teoría de los Ciclos Económicos, Ariel, 1970
- Economía socialista y mixta: selección de ensayos sobre crecimiento económico, Fondo de Cultura Económica, 1976
- Ensayos escogidos sobre dinámica de la economía capitalista 1933–1970, Fondo de Cultura Económica, 1977
- Ensayos sobre las economías en vías de desarrollo, Crítica, 1980

### Ve francouzštině
- Essai d'une theorie du mouvement cyclique des affaires, 1935, Revue d'economie politique .